# Walther Davisson
Walther Davisson (Francoforte sul Meno, 15 dicembre 1885 – Bad Homburg vor der Höhe, 18 luglio 1973) è stato un violinista e direttore d'orchestra tedesco.

## Biografia
Davisson studiò presso il Conservatorio Hoch dal 1900 al 1906. Dal 1950 al 1954 fu direttore dell'Università di musica di Francoforte e del Conservatorio Hoch.
Davisson fu anche editore, pubblicò il libro Études Brillantes di Jacques Féréol Mazas.